# Vald
Vald, pseudonyme de Valentin Le Du, né le 15 juillet 1992 à Aulnay-sous-Bois en Seine-Saint-Denis, est un rappeur, producteur et parolier français.
Remarqué pour ses mixtapes et EP diffusés sur Internet, sa notoriété grandit au milieu des années 2010 avec des clips au style tantôt désinvolte, tantôt outrancier, mêlant l'humour et l'absurde voire le burlesque. Ses deux premiers albums studio, Agartha et XEU, sortis en 2017 et 2018, sont salués par la critique et certifiés double disque de platine. Son single Désaccordé est le titre le plus écouté de l'année 2018 en France.
Critique de la société, notamment sur le rôle du capitalisme et des médias, son troisième album intitulé Ce monde est cruel, publié en 2019, est analysé comme plus sérieux et politique que les précédents albums. Après s'être produit devant un palais omnisports de Paris-Bercy plein, sa tournée 2020 est annulée à cause de la pandémie de Covid-19.
Vald crée son label indépendant, Echelon Records, en 2019. La sortie d'un album commun avec Heuss l'Enfoiré intitulé Horizon Vertical (disque d'or) puis du single Footballeur sont considérés comme des échecs commerciaux, bien que Horizon Vertical soit un succès critique, souvent nommé parmi les meilleurs projets en communs du rap français. Son quatrième album, V, disque d'or en 3 jours et disque de platine en moins de 2 semaines, reçoit de nombreuses éloges. La réédition du disque, VV5, sort fin 2022 après avoir été annoncée lors de son second concert à Bercy.
Le 24 février 2025, l'artiste annonce, par le biais de ses réseaux, son nouveau projet, Pandemonium, sorti le 28 mars 2025. Cette annonce est accompagnée de la diffusion du single Gauche droite.

## Biographie

### Enfance et études
Né francilien d'un père breton, Valentin Le Du grandit à Aulnay-sous-Bois, dans la cité des Mille-Mille. Il a une sœur et trois frères.
Scolarisé au collège et lycée privé catholique l'Espérance, il apprécie les mathématiques et obtient un baccalauréat scientifique. Il effectue un semestre d'études de médecine, puis arrête pour obtenir une licence mathématiques-informatique et étudier dans une école d'ingénieur du son,,.
Avec son meilleur ami AD, ils écrivent et filment des sketches qu'ils postent sur YouTube, et se produisent à Paris dans des scènes ouvertes mais sans rencontrer le succès,. Vald découvre le rap vers l'âge de 15 ans en écoutant des titres de Kery James sur internet. Il commence à rapper à l'âge de 17 ans. Il affirme ne pas posséder une forte culture du hip-hop due à sa découverte tardive. Il travaille pendant l'été pour s'acheter du matériel.

### Débuts (2012-2016)

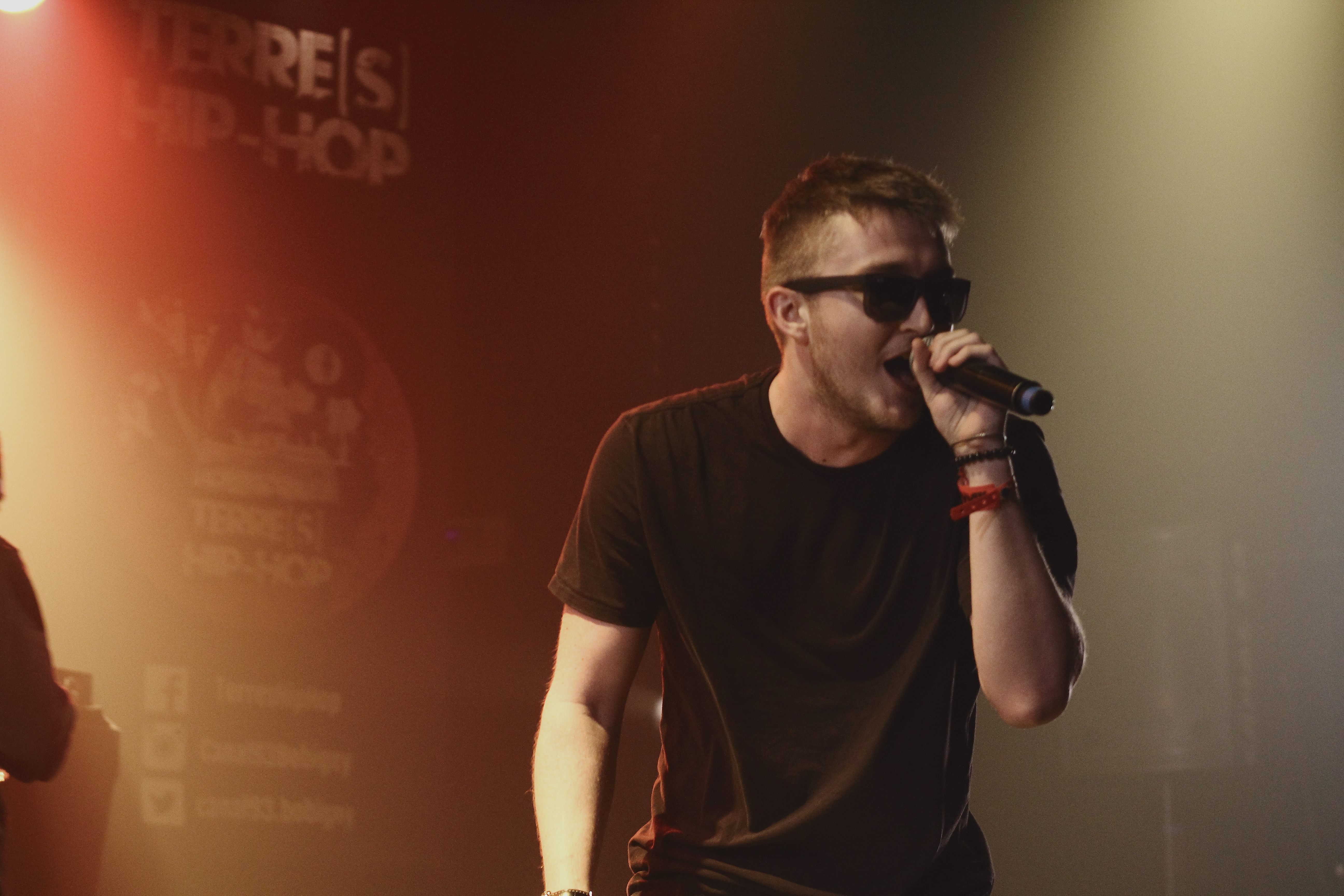
Vald en concert à Bobigny pour le Festival Terre(s) Hip Hop en 2015.

Ses premières mixtapes, NQNTMQMQMB (Ni Queue Ni Tête Mais Qui Met Quand Même Bien) en 2012, puis Cours de rattrapage plus tard dans l'année, sont proposées en téléchargement gratuit sur son site. Elles sont rééditées en 2016 dans une édition double CD vendue sur son site.
Derrière ses Ray-Ban Wayfarer, Vald multiplie les provocations sur le Web ou à la télé. Fin 2013, dans le clip de Shoote un ministre, il fait faire un geste de la quenelle à un mannequin représentant un ministre.
Le 27 octobre 2014, il sort son premier EP NQNT (Ni Queue Ni Tête), signé sur le label du rappeur Tunisiano.
Le 3 juin 2015, Vald publie le clip de son morceau Bonjour qui atteste sa propension pour l'absurde. Le clip de ce morceau est sous-titré en quatre langues (français, anglais, allemand, et mandarin), et Vald y interprète les paroles en langue des signes[source secondaire souhaitée]. La violence de celles-ci ainsi que le mélange d'humour et de sérieux en font un tube qui accroît la popularité du rappeur, avec plus de 12 millions de vues sur YouTube en 2017. Le morceau figure dans son deuxième EP, NQNT 2, sorti le 25 septembre 2015. Il se classe premier des ventes numériques hebdomadaires, et onzième tous supports confondus en France.

### AgarthaetXeu(2017-2018)
En octobre 2016, Vald publie le clip d'Eurotrap, premier extrait de son album Agartha. Le titre est une référence à l'afro trap, genre fortement popularisé en France en 2015 et 2016 notamment par le rappeur MHD. Sur un flow rapide et des basses hypnotisantes, Vald répète à de multiples reprises « comment faire du rap sans être dissident ? ». Tourné avec un fond vert, l'artiste propose aux internautes de modifier le clip selon leurs envies.
Le 20 janvier 2017 sort le premier album studio de Vald, intitulé Agartha. Le nom initial de l'album est Radical auquel l'artiste lui préfère finalement Agartha, un royaume imaginaire caché sous la croûte terrestre. Le rappeur est représenté sous la forme d'un vitrail en pochette du disque. Son premier album est jugé par Le Figaro comme sensible mais brutal, chargé de références ésotériques, avec des sons très électroniques et dansants et un vocabulaire rare pour un disque de rap, où « gougnafier » rime avec « défourailler ». Télérama note sa « grossièreté brandie comme un étendard de liberté » et les « phrases cryptées » de l'artiste, « autant de devinettes dont il faut trouver le sens caché ».
Le jour de la sortie de son album, Vald publie le clip de Kid Cudi, suivi trois semaines plus tard par celui de Ma meilleure amie. Ce dernier fait référence à son addiction à la drogue et permet à tout le monde de s'identifier dans une addiction qui lui est propre. Suivent Vitrine le 3 avril 2017 et Si j'arrêtais le 17 mai 2017. Quatre mois après, le 29 septembre 2017, l'artiste diffuse un mini court-métrage en interprétant consécutivement cinq autres extraits de ce même album : Strip, Je t'aime, Totem, L.D.S et Lezarman. L'album Agartha est certifié disque d'or en mars 2017 puis disque de platine le 6 octobre 2017.
Dans les premiers jours de l'année 2018, Vald sort le clip de Désaccordé, single qui connaît un succès immédiat et est en tête des classements d'écoute sur Deezer et Spotify en France quelques jours après sa sortie,.
Le 19 janvier 2018, un mystérieux projet de Vald fuite sur le web : il s'agit en fait d'une fausse fuite d'information organisée par lui-même pour diffuser à ses fans une série de sons inédits et non mixés. Cet ensemble sera vite renommé sur internet comme étant le projet NQNT 3 du rappeur français.
Le 2 février 2018, Vald présente son deuxième album, intitulé XEU. Le disque comporte dix-sept titres, produits en grande partie par le beatmaker Seezy, et contient des collaborations avec les rappeurs Sirius, Suik'on Blaz AD et Sofiane. XEU est salué par la critique : Télérama par exemple loue un « album à la production léchée, toujours tchatcheur, toujours provocateur ». Le rappeur multiplie les références, comme dans Gris et Offshore où on retrouve des allusions à l'affaire Théo qui avait défrayé la chronique l'année précédente dans sa ville natale d'Aulnay-sous-Bois.
L'album est aujourd'hui considéré, par ses fans, comme son meilleur[source secondaire nécessaire]. Cela se reflétera au niveau des ventes, XEU étant un album encore écouté au fil année, décrochant la certification Triple Platine en janvier 2023, presque 5 ans après sa sortie.

### NQNT33etCe monde est cruel(2018-2019)

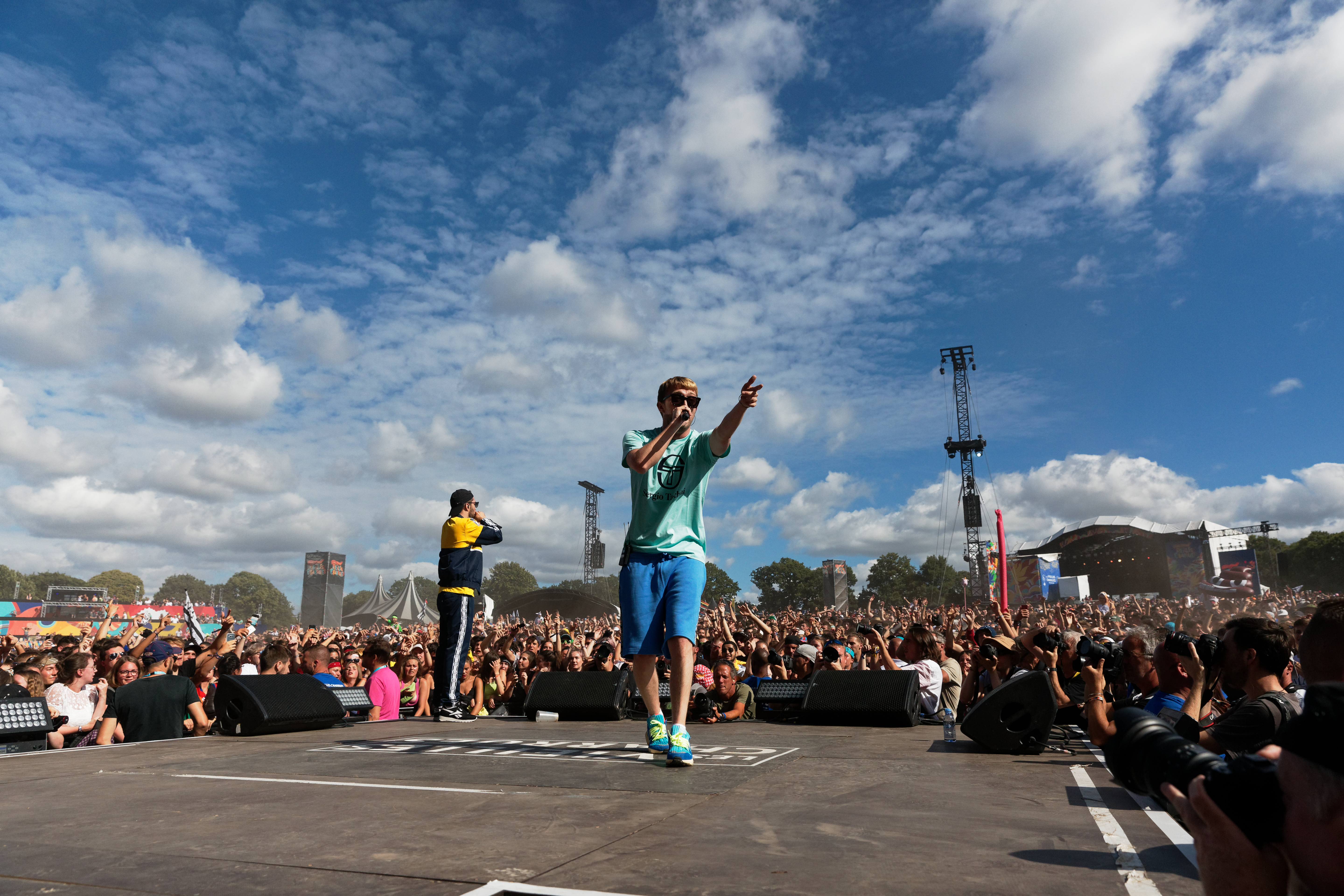
Vald sur scène au festival des Vieilles Charrues en 2019.

Avec le succès de ses deux premiers albums, Vald est devenu l'un des grands noms du rap français. En octobre 2019, il sort son troisième album studio, intitulé Ce monde est cruel. Il est caractérisé comme étant « engagé politiquement » par la critique et rencontre également un grand succès (disque de platine le 31 janvier 2020).
Le 16 novembre 2019, Vald se représente à l'AccorHotels Arena devant une foule de 15 000 spectateurs. Il partage cet accomplissement avec des invités de l'industrie musicale comme SCH, Damso, Heuss l'Enfoiré, Orelsan, Lefa, Lorenzo ou encore Maes.
Début janvier 2020, Vald ouvre son label indépendant, Echelon Music. Il sort également un clip pour le son Rappel, qu’il réalise lui-même durant le confinement.

### Horizon verticalavec Heuss l'Enfoiré,V,VV5(2020-2022)
À la fin du mois de novembre 2020, Vald participe à la compilation Echelon Vol. 1, publiée par son label[pertinence contestée]. Il y apparait dans les titres Gotaga et la version studio de C'est pas nous les méchants, son freestyle Carte blanche sur la radio France Inter.
Un album commun avec le rappeur Heuss l'Enfoiré, Horizon Vertical, est annoncé pour le 18 décembre 2020. Deux clips seront révélés plus tard, Royal Cheese et Mauvais. Une semaine après sa sortie, l'album s'est écoulé à 12 821 exemplaires, des chiffres faibles par rapport à la première semaine de XEU qui avait atteint 41 794 ventes dans la même période, sûrement en raison du concept d'album commun, peu fréquent dans le rap français. Il est cependant bien accueilli par le public.
Vald annonce pour le 4 février 2022 la sortie d'un album de seize titres intitulé V. Pour promouvoir son nouvel opus, l'artiste publie une vidéo intitulée Le retour du V regroupant cinq chansons inédites, puis le clip du premier single du projet — Anunnaki — qui sera censuré par YouTube moins de 24 h après sa sortie car jugé trop violent. L'album sort en quatre versions différentes, chacune des versions contenant en bonus deux titres exclusifs (portant le nombre de titres à 25). L'album atteint les 30 000 précommandes en deux jours. Pour Télérama, Vald laisse de côté la provocation dans ce quatrième album pour aborder avec sincérité les thèmes de l'amour, la pandémie, la concurrence avec les autres rappeurs, l'exploitation et l'injustice,.
Il est invité deux fois cette année là sur la scène de la Défense Arena de Paris, par Lefa et Orelsan pour y interpréter les titres Bitch et Péon,. Le 12 novembre, il réalise pour la deuxième fois son propre Bercy, affiché complet soit près de 20 000 personnes. Sur scène, Vald annonce son nouveau disque VV5, réédition de V sous forme d'un double album contenant 13 titres inédits. Il sort le 16 décembre 2022.

### Pandémonium(2025)

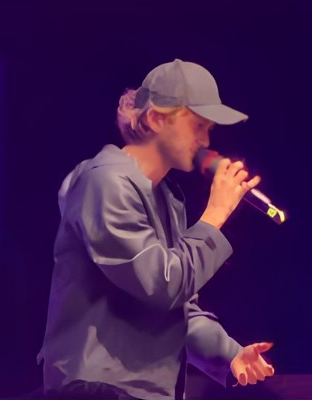
Vald lors d'une session d'écoute de l'album en mars 2025

Après trois ans d'absence sur la scène musicale, Vald annonce le 24 février 2025 via ses réseaux sociaux, la sortie de son nouvel album Pandemonium, prévue pour le 28 mars 2025. Cette annonce est accompagnée de la diffusion du premier single Gauche droite le 27 mars. Afin de promouvoir cet opus, l'artiste publie le 7 mars une vidéo intitulée "Avant-première écoute", dans laquelle il dévoile la tracklist de l'album, comprenant 17 titres, dont un featuring caché avec son compère Suikon Blaz AD. L'album sort sous quatre versions différentes, dont trois versions incluant chacune un titre bonus exclusif. 
Le titre de l'album fait directement référence à la capitale imaginaire des enfers, Pandémonium.
Le 1er avril 2025, Vald met en ligne le clip du morceau Dieu Merci, dans lequel, il annonce un concert à Paris La Défense Arena, prévu pour le 29 novembre 2025, ainsi que l'ouverture de la billetterie le 4 avril.

## Vie privée
Vald a un fils, né en 2014. Il est séparé de la mère de son enfant,.
Lors d'un interview en 2025, donné pour la sortie de son nouvel album Pandémonium, on apprend qu'il a perdu sa mère, vraisemblablement entre 2022 et 2025 ce qui expliquerait cette longue pause. Il écrit le morceau Paradis perdu uniquement avec des « punchlines » de sa maman.
Dans une interview récente avec France Inter, on peut également y apprendre que Vald est en couple depuis 8 ans.

## Style et influences

### Concepts
Certains morceaux virent délibérément vers l'absurde voire le burlesque, comme Bonjour, avec sa phrase d'accroche « Il a pas dit bonjour, du coup, il s'est fait niquer sa mère » ou ses rimes humoristiques comme « J'ferme une parenthèse… en charentaises ».
Le morceau Selfie, sorti également sur NQNT 2, présente la particularité d'être doté de trois clips différents : le premier romantique, tous publics ; le second érotique (il n'est pas publié sur YouTube mais sur Vevo) ; puis le troisième pornographique, tournés avec les acteurs pornographiques Ian Scott et Nikita Bellucci,.
Dans le single Urbanisme, sorti le 14 septembre 2015, soit neuf jours avant la sortie de son deuxième EP, Vald exprime à travers deux couplets distincts la vision de deux personnages issus de générations différentes. Avec ces deux points de vue la vie urbaine, il dépeint les problèmes de certains quartiers urbains ainsi que la monotonie des journées des jeunes. Ce morceau est publié sur YouTube en trois versions : 11.43 AM, 3.57 PM et 6.35 PM, qui sont aussi les différents calibres d'un pistolet (11,43 mm, .357 Magnum et 6,35 mm, calibre de la pègre dans les années 1960). La musique demeure, tandis que les clips montrant les journées de Vald diffèrent légèrement, afin de mettre en exergue la routine et le sentiment de répétition infinie généré par le quotidien.
Le clip d'Eurotrap est entièrement filmé avec un fond vert. Vald fait des actions variées devant ce même fond vert, permettant ainsi des montages vidéos libres par tous ceux qui le souhaitent.

### Inspirations
À travers ses textes et ses interviews, Vald se dit très inspiré, amusé, de théories du complot, comme celle des reptiles dont il parle notamment dans le titre Barème de NQNT 2 mais aussi dans Écailles de l'album de DJ Weedim Boulangerie Française et dans le titre Lezarman, de l'album Agartha. Le rappeur précise ne pas y croire personnellement, tout en appréciant le fait qu'elles soient autant de possibilités. Par ailleurs, il se dit convaincu que les êtres humains sont contrôlés par une puissance suprême, « moi-même Valentin, je n'accepte pas cette réalité, sans un esprit malsain, qui organise toute cette merde. Je peux pas comprendre que l'humain est tellement une merde qu'il se fout lui-même dans la merde sans faire exprès, j'peux pas voir le monde comme ça […] et selon moi ce sont les reptiles ».
Vald est aussi fortement inspiré par les films d'horreur. Il apprécie l'ambiance sombre et lugubre que ceux-ci dégagent. Il s'inspire également des films pornographiques auxquels il fait régulièrement référence dans ses textes[source secondaire souhaitée].
Dans une interview pour Télérama, il déclare avoir Raymond Devos pour modèle : « Mon modèle c'est Raymond Devos. J'aime tout chez lui : son air ahuri, sa gourmandise pour les mots, ses histoires à dormir debout, cette façon unique qu'il avait de faire dérailler ses histoires. ».
Il dit avoir commencé le rap après avoir écouté Alkpote qu'il décrit comme un « professeur » fascinant, qui apprendrait à écrire et faire rimer. La Sexion d'Assaut et leurs freestyles pendant le début de leur carrière lui ont donné envie par leur simplicité et authenticité. Concernant le rap américain, il qualifie Young Thug de génie tant par la force de ses textes, que par ses mélodies, son flow et sa productivité abondante. Il cite également Kery James (notamment le morceau Deux Issues), Despo Rutti et Lil Wayne,.

## Télévision
Vald fait sa première apparition sur un plateau de télévision française le 10 octobre 2015, dans l'émission Ce soir (ou jamais !), où il interprète le titre Urbanisme issu de son EP NQNT 2. Pour promouvoir ce dernier projet, il est notamment invité dans le Planète Rap de Skyrock, animé par Fred Musa, du 21 au 25 septembre 2015 en invitant divers rappeurs tels que son backeur Suik'on Blaz AD, son idole Alkpote et I.N.C.H[source insuffisante].
Afin de promouvoir son album Agartha, le rappeur interprète son titre Eurotrap sur le plateau de Le Grand Journal, déguisé en une caricature de Donald Trump (référence au jour de la sortie de son album, le 20 janvier 2017, le même jour que l'investiture du président américain) accompagnés de danseurs déguisés en reptiliens. Il sort du plateau en caleçon, afin de surprendre le public.
Le 23 septembre 2017, il est l'invité de Thierry Ardisson dans Salut les Terriens ! sur C8, à ses yeux sa pire apparition télévisée. En effet, il publie une vidéo sur ses réseaux où il explique détester la télé et avoir « grave la haine » contre l'émission au tournage long et contre son animateur l'ayant présenté avec des clichés sur les rappeurs : « vous n'êtes pas vraiment un rappeur comme les autres, vous n'êtes pas noir », « le seul rappeur qui sait que le verbe croiver n'existe pas », et le « Eminem français », comparaison seulement basée sur sa couleur de peau et non sur le style de rap[source insuffisante]. Vald fut également décontenancé lorsque Thierry Ardisson a évoqué son frère musulman et semble avoir considéré sa religion comme une tare. Vald explique dans sa vidéo qu'il a répondu n'importe quoi car il ne s'attendait pas à cette question. S'ajoute la plaisanterie du chanteur Michel Fugain, également invité, qui dit n'avoir rien compris lorsqu'un extrait d'une chanson de Vald est passé dans l'émission, montrant le décalage de générations. Ce buzz renforce la notoriété du rappeur francilien.
En 2021, Vald participe à la saison 10 de The Voice, assistant le juré Marc Lavoine lors des duels.

## Critiques
Le morceau Autiste, jugé violent, en particulier par son clip, déclenche une polémique,.
NQNT 2 reçoit un accueil assez positif de la critique. Le chroniqueur Olivier Cachin de L'Obs décrit l'album comme « audacieux et fulgurant », et Bonjour comme une « leçon de politesse addictive ». À la suite de ce morceau, il est encensé par le rappeur Gradur, qui en reprendra notamment l'instrumentale en freestyle.
Le single Footballeur reçoit un accueil mitigé de la part du public : les avis divergent grandement quant à ce morceau. Il débute à la 18e place du Top 50 Spotify, score jugé décevant par certains. D'autre part, le clip (publié sur YouTube le 3 juin 2021) peine à atteindre le million de vues un mois après sa sortie, alors que d'autres de ses clips atteignent ce nombre bien plus rapidement[pertinence contestée].